# Valentyn Silvestrov
Valentyn Vasilyevich Silvestrov (em ucraniano: Валенти́н Васи́льович Сильве́стров; nascido a 30 de setembro de 1937) é um compositor e pianista ucraniano, mais conhecido por incorporar elementos do nacionalismo ucraniano nas suas obras. Nasceu em 30 de setembro de 1937 em Kiev. Aprendeu música desde os 15 anos de idade; ensinando a si mesmo em um primeiro momento, e tendo aulas de música à tarde entre 1955 e 1958, enquanto estudava engenharia civil pela manhã. Entre 1958 e 1964 ele estudou composição e contraponto no Conservatório de Kiev. Passou a ensinar música em um estúdio por vários anos e desde 1970 tem sido um compositor autónomo.